# José Beniste
José Beniste é um ogã, historiador e pesquisador brasileiro que estuda questões ligadas a cultos de raízes africanistas, tendo se iniciado no Candomblé Queto no ano de 1984, pela Ialorixá Mãe Cantu de Airá Tola do Ilê Axé Opô Afonjá.

## Biografia
Filho de pais libaneses, tijucano da Praça Saens Peña, foi criado na religião judaica. Aos 17 anos conheceu Dona Carol com quem se casou aos 24 anos.
Seu primeiro contato com a religião espírita foi no conceituado Templo Espírita Tupyara, no Rio de Janeiro, quando Dona Carol fez uma cirurgia espiritual. A partir daí, o interesse de Beniste pela doutrina espírita foi aguçado, e ele passou a estudar o assunto com mais profundidade.
Dona Carol era médium, e em casa, passou a incorporar o preto-velho Pai Manuel. Certa vez essa entidade chamou Beniste e lhe disse: "Filho, se prepara, pois você será conhecido e solicitado!". Beniste ficou surpreso, pois seu ritmo de vida não sugestionava fama. Não sabia ele acerca do relevante trabalho que prestaria para a cultura afro-brasileira, em particular, o candomblé.
Por conta disso, aproximou-se da umbanda e do omolocô, o mesmo na entrevista ao Canal do Youtube Omoloko Ceará informou que foi iniciado no culto Omoloco por Gerson de Xango que esse antes teria sido iniciado por Maria Batayo, sendo essa uma religião muito praticada na época com base em elementos africanistas, espíritas e ameríndios. No omolocô algumas divindades possuem nomes iorubás com assentamentos similares aos do candomblé. Isso fez com que Beniste se interessasse e buscasse mais conhecimentos sobre essa religião.
Paralelamente estreou, em 1970, um programa na Rádio Rio de Janeiro que divulgava as religiões afro-brasileiras. Este programa foi totalmente inovador para a época por existir pouquíssimos de divulgação da cultura afro-brasileira. Isso o aproximou ao mundo do candomblé, pois era frequentado por inúmeros babalorixás, ialorixás, ogãs, equedes e todo o povo do santo.
Também foi o responsável por um dos maiores festivais de cantigas de umbanda na década de 70. A ressonância desse festival se faz presente até hoje, por abrir as portas para que outros fossem organizados.
Em 1982, fundou o curso de língua iorubá, Brasil-Nigéria, com a presença do cônsul da Nigéria, Alhaji Muhammadu Fufore, e das ialorixás, Bida de Iemanjá e Ebomi Dilá.
Em 1984, foi confirmado como ogã pela ialorixá Cantu de Airá Tola, dirigente do Ilê Axé Opô Afonjá, em Coelho da Rocha, em São João de Meriti.
Na década de 90 trocou a Tijuca pelo Recreio dos Bandeirantes e escreveu seu primeiro livro: "Òrun Àiyé, o encontro de dois mundos". É ainda autor dos livros: "Jogo de Búzios", "Águas de Oxalá", "Mitos Yorubás" e "Dicionário Yorubá".

## Livros
Dentre os livros publicados pelo autor, constam:
- Òrun Áiyé - O encontro de dois mundos, Editora Bertrand Brasil - 1997 ISBN 85-286-0614-7
- Jogo de Búzios - Um encontro com o desconhecido, Editora Bertrand Brasil - 1999 ISBN 85-286-0614-7
- As águas de Oxalá - Áwon omi Òsàlá, Editora Bertrand Brasil - 2001 ISBN 85-286-0965-0
- Mitos Yorubás - O Outro Lado do Conhecimento, Editora Bertrand Brasil - 2006 ISBN 85-286-0918-9
- Dicionário Yorubá Português, Editora Bertrand Brasil - 2011 ISBN 85-286-1522-7